# 纳瓦斯德霍尔克拉
纳瓦斯德霍尔克拉，是西班牙卡斯蒂利亚-拉曼恰自治区阿尔瓦塞特省的一个市镇。 总面积42km², 总人口533人（2001年），人口密度13人/km²。